# Antonio Ignacio Velasco García
Antonio Ignacio kardinál Velasco García (17. ledna 1929 Acarigua – 6. července 2002 Caracas) byl venezuelský římskokatolický kněz, arcibiskup Caracasu, kardinál.

## Biografie
Vstoupil do kongregace salesiánů, první sliby složil v noviciátě 25. srpna 1945. Studoval v salesiánských školách, mj. na Salesiánské univerzitě v Turínu, kde získal doktoráty z filozofie a pedagogiky. Věčné sliby složil 30. června 1951 ve Valdoccu u Turína, kněžské svěcení přijal 17. prosince 1955. Na Papežské univerzitě Gregoriana získal doktorát z teologie. V rodné zemi působil v pastoraci i jako katecheta ve školách. V letech 1984 až 1989 byl členem Hlavní rady salesiánské kongregace.
V říjnu 1989 byl jmenován titulárním biskupem a apoštolským vikářem diecéze Puerto Ayacucho. Biskupské svěcení mu udělil papež Jan Pavel II. 6. ledna 1990. V květnu 1995 přešel na arcibiskupský stolec v Caracasu. Do kardinálské hodnosti ho povýšil Jan Pavel II. při konzistoři v únoru 2001.